# アウルス・ポストゥミウス・トゥベルトゥス
アウルス・ポストゥミウス・トゥベルトゥス（ラテン語: Aulus Postumius Tubertus、生没年不詳、紀元前5世紀）は共和政ローマの軍人・政治家である。

## 略歴

### 副官として
紀元前434年、ローマによるフィデナエ占領に脅威を感じたウェイイ人とファリスキ人は、近隣のエトルリア都市に使節を立て、集会を開くこととなった。これを受け、元老院はマメルクス・アエミリウス・マメルキヌスを独裁官 (ディクタトル)に任命し、彼によってポストゥミウスは副官に任じられ、戦争準備をした。
しかしながら、ウェイイの援軍要請は受け入れられず、戦争には至らなかった。独裁官マメルキヌスは、代わりにケンソルの任期を五年から一年半に短縮する法案を成立させたものの、怒ったケンソルから民会での投票権や公民権を奪われたという。

### ディクタトルシップ
紀元前431年、アエクィ人とウォルスキ人がローマに対して不穏な動きを見せた。その年の執政官ティトゥス・クィンクティウス・ポエヌス・キンキナトゥスとガイウス・ユリウス・メント率いる軍がアルギドゥス山で敵連合軍と戦ったが、彼らの不仲のためにローマ軍は劣勢に立った。このため独裁官を選ぶことになったというが、その点に関しては二人揃って反発し、結局元老院は護民官に働きかけて二人に承諾させ、平等なくじでその人事権を得たクィンクティウスは、義理の父であるポストゥミウスを独裁官に任命した。
ポストゥミウスはルキウス・ユリウス・ユッルスを副官に任命すると、ラテン人、ヘルニキ人からも兵を徴収し、メントとユッルスをローマに残し、自らは軍を率いて敵地へ侵攻した。敵であるアエクィ人とウォルスキ人が軍を二分しているのに倣い、彼も軍を二分し、一方を自身が率い、もう一方をクィンクティウスに与えた。小競り合いの後、不利を悟った敵は二つの軍で同時に夜襲を仕掛けてきたが、ポストゥミウスは指揮官の一人スプリウス・ポストゥミウス・アルブスをクィンクティウスへの援軍に送りつつ、敵陣が手薄と見るや指揮官のマルクス・ゲガニウスに急襲させた。
夜が明けるとポストゥミウスは敵を包囲した。しかし敵の勇将メッシウスは味方を鼓舞して突破を図り、ポストゥミウス他指揮官たちも負傷する大混戦となった。メッシウスは包囲を突破して敵陣に逃げ込んだものの、最終的には指揮官らが率先して突入し勝利を得た。こうして敵を打ち倒したポストゥミウスは捕虜を奴隷として売り、戦利品の中でもラテン人、ヘルニキ人のものは返却し、他は競売にかけた。戦後処理を執政官に任せるとポストゥミウスは帰国し、凱旋式を挙げると職を辞したという。
この戦争にはポストゥミウスの息子も参加していたが、彼は命令を待たずに持ち場を離れ突撃したため、ポストゥミウスは軍規違反として息子を死刑にしたと言われる。リウィウスもこの話を紹介しているが、その真実性については否定的である。